# Tahir Tahirov
 (mai 2024).
La mise en forme du texte ne suit pas les recommandations de Wikipédia : il faut le « wikifier ».
Les points d'amélioration suivants sont les cas les plus fréquents :
- Les titres sont pré-formatés par le logiciel. Ils ne sont ni en capitales, ni en gras.
- Le texte ne doit pas être écrit en capitales (les noms de famille non plus), ni en gras, ni en italique, ni en « petit »…
- Le gras n'est utilisé que pour surligner le titre de l'article dans l'introduction, une seule fois.
- L'italique est rarement utilisé : mots en langue étrangère, titres d'œuvres, noms de bateaux, etc.
- Les citations ne sont pas en italique mais en corps de texte normal. Elles sont entourées par des guillemets français : « et ».
- Les listes à puces sont à éviter, des paragraphes rédigés étant largement préférés. Les tableaux sont à réserver à la présentation de données structurées (résultats, etc.).
- Les appels de note de bas de page (petits chiffres en exposant, introduits par l'outil «  Source ») sont à placer entre la fin de phrase et le point final[comme ça].
- Les liens internes (vers d'autres articles de Wikipédia) sont à choisir avec parcimonie. Créez des liens vers des articles approfondissant le sujet. Les termes génériques sans rapport avec le sujet sont à éviter, ainsi que les répétitions de liens vers un même terme.
- Les liens externes sont à placer uniquement dans une section « Liens externes », à la fin de l'article. Ces liens sont à choisir avec parcimonie suivant les règles définies. Si un lien sert de source à l'article, son insertion dans le texte est à faire par les notes de bas de page.
- La présentation des références doit suivre les conventions bibliographiques. Il est recommandé d'utiliser les modèles {{Ouvrage}}, {{Chapitre}}, {{Article}}, {{Lien web}} et/ou {{Bibliographie}}. Le mode d'édition visuel peut mettre en forme automatiquement les références.
- Insérer une infobox (cadre d'informations à droite) n'est pas obligatoire pour parachever la mise en page.

Pour une aide détaillée, merci de consulter Aide:Wikification.
Si vous pensez que ces points ont été résolus, vous pouvez retirer ce bandeau et améliorer la mise en forme d'un autre article.
 (mai 2024).
Tahir Tahirov (en azéri : Tahir Rəşid oğlu Tahirov ; né le 30 mai 1948 à Bakou et mort le 12 septembre 2019) est un artiste de théâtre azerbaïdjanais, peintre, Artiste du peuple de la République d'Azerbaïdjan (2013).

## Biographie
En 1973, Tahir Rashid oglu Tahirov est diplômé de la faculté des arts de l’Institut national des arts d’Azerbaïdjan. À différentes époques, il donne la solution artistique à de nombreuses pièces de théâtre au Théâtre national académique dramatique azerbaïdjanais, au Théâtre azerbaïdjanais des jeunes spectateurs et au Théâtre dramatique russe d'Etat d'Azerbaïdjan du nom de Samed Vurgun.
Il travaille pendant un certain temps comme scénographe au Théâtre académique national d’opéra et de ballet.
T. Tahirov est l'auteur de la scénographie et des croquis de costumes pour les opéras "Séville", "Mille et une nuits", "Nizami", "Traviata" de J. Verdi,"Arlequinade" de Donizetti, "Roméo et Juliette" de P.I. Tchaïkovski, de la "Ballade caspienne" de Bakikhanov, "Blanc et noir" de Kh. Mirzazade, "Leyli et Majnun" de G. Garayev, "Don Quichotte".

## Décorations
- Artiste du peuple d'Azerbaïdjan — 25 juin 2013
- Artiste émérite d'Azerbaïdjan — 30 mai 2002